# 朱爾·德·龔固爾
朱爾·阿尔弗雷德·于奥·德·龔固爾（法語：Jules Alfred Huot de Goncourt，1830年12月17日—1870年6月20日）是法國小說家，生於法國巴黎。法國最重要的文學獎「龔固爾獎」是其兄愛德蒙·德·龔固爾為了紀念他而設立。